# Helius (Helius) tenuirostris
Helius (Helius) tenuirostris is een tweevleugelige uit de familie steltmuggen (Limoniidae). De soort komt voor in het Palearctisch gebied.